# محمود الأسود
محمود الأسود (مواليد 14 سبتمبر 2003) هو لاعب كرة قدم سوري يلعب كلاعب خط وسط مهاجم أو جناح لصالح نادي زاخو العراقي ومنتخب سوريا.

## المسيرة الكروية
ولد محمود في حمص، وهو أحد ناشئي نادي الكرامة المحلي. في عام 2019، عندما كان عمره 16 عامًا، تمت ترقيته من فريق تحت 19 عامًا إلى الفريق الأول لنادي الكرامة.

## المسيرة الدولية
بعد تمثيل سوريا في مستوى تحت 20 وتحت 23 عامًا، تم استدعاء محمود إلى الفريق الأول في نوفمبر 2022 لمباريات ودية ضد بيلاروسيا وفنزويلا. في 20 نوفمبر 2022، شارك محمود لأول مرة مع منتخب سوريا في مباراة ودية خسرها المنتخب السوري بنتيجة 1-2 أمام فنزويلا.
في يناير 2024، تم اختيار محمود ضمن تشكيلة سوريا المكونة من 26 لاعباً لكأس آسيا 2023. بدأ في جميع مباريات سوريا خلال البطولة كجناح أيمن حيث خرج الفريق من دور الـ16.

## الأهداف الدولية
| لا. | تاريخ         | مكان                                             | الخصم | نتيجة | نتيجة | مسابقة           |
| --- | ------------- | ------------------------------------------------ | ----- | ----- | ----- | ---------------- |
| 1.  | 9 سبتمبر 2024 | ملعب جي إم سي بالايوجي الرياضي، حيدر أباد، الهند | الهند | 1 –0  | 3–0   | كأس القارات 2024 |

## إحصائيات المهنة

### دولي
آخر تحديث المباريات التي لعبت في 9 سبتمبر 2024
.
| المنتخب الوطني | سنة     | التطبيقات | الأهداف |
| -------------- | ------- | --------- | ------- |
| سوريا          | 2022    | 1         | 0       |
| سوريا          | 2023    | 0         | 0       |
| سوريا          | 2024    | 8         | 1       |
| المجموع        | المجموع | 9         | 1       |

## روابط خارجية
محمود الأسود  على سكروي